# Roy Amdor
Roy Amdor (* im 20. Jahrhundert) ist ein südafrikanischer Snookerspieler, der zwischen 1978 und 1983 Profispieler war. Allerdings bestritt er in dieser Zeit nur drei Profispiele: zum einen verlor er gegen Kirk Stevens in der Qualifikation für die Snookerweltmeisterschaft 1979, zum anderen besiegte er bei der Ausgabe 1980 Bernie Mikkelsen, unterlag dann aber Rex Williams. So endete Amdors Profikarriere 1983, ohne, dass sich der Südafrikaner auf der Snookerweltrangliste hatte platzieren können. Als Amateur hatte er vor dem Start seiner Profikarriere 1971 den südafrikanischen Pokal gewonnen. Später nahm er zweimal an der South African Professional Championship teil; während er bei der Ausgabe 1986 sein Auftaktspiel gegen François Ellis verlor, unterlag er bei der Ausgabe 1989 an derselben Stelle Mike Hines.